# 金賢貞 (民俗学者)
金 賢貞（キム・ヒョンジョン、김현정、KIM Hyeonjeong、1976年 - ）は、おもに日本で活動する大韓民国の民俗学、文化人類学研究者、亜細亜大学国際関係学部准教授。

## 経歴
1976年、大韓民国ソウル特別市生まれ。
2001年に文部科学省研究留学生となって、筑波大学大学院人文社会科学研究科歴史・人類学専攻に学び、2007年に、茨城県石岡市におけるフィールドワークの成果である学位論文「現代日本社会におけるローカル・アイデンティティー：「歴史の里」石岡の近現代と地域文化」により、筑波大学から博士（文学）を取得した。
2010年から、日本学術振興会外国人特別研究員として東京大学に在籍し、次いで2012年から東北大学東北アジア研究センター研究支援部門学術交流分野の助教となった。
その後、亜細亜大学国際関係学部多文化コミュニケーション学科の准教授となっている。

## おもな業績

### 単著
- 「創られた伝統」と生きる 地方社会のアイデンティティー、青弓社、2013年